# 渡部紗弓
渡部 紗弓（わたべ さゆみ、9月25日 - ）は、日本の女性声優。北海道出身。シグマ・セブン所属。

## 人物
2009年に行われた第3回シグマ・セブンオーディションに合格。
2018年放送の『恋は雨上がりのように』において、橘あきら役でテレビアニメ初主演。
2021年11月1日付でシグマ・セブンeから移籍。
趣味はドキュメンタリー、ニュースを見る、料理。特技は平均台、水泳。

## 出演
太字はメインキャラクター。

### テレビアニメ
2016年
- タブー・タトゥー（フィマ）
- Lostorage incited WIXOSS（ママ）
- 魔法少女育成計画（珠の母）

2017年
- 南鎌倉高校女子自転車部（森四季）
- 血界戦線 & BEYOND（ジャネット・バルロー）
- 鬼灯の冷徹 シリーズ（2017年 - 2018年、子供、女鬼） - 2シリーズ

2018年
- 恋は雨上がりのように（橘あきら）
- 伊藤潤二『コレクション』（裕史〈幼少〉、綾夫）
- グランクレスト戦記（侍女）
- クラシカロイド（受付、ニュースキャスター）
- ムヒョとロージーの魔法律相談事務所（ナレーション音声）
- Back Street Girls -ゴクドルズ-（アナウンサー）
- とある魔術の禁書目録III（2018年 - 2019年、アナウンサー、ヘルメットの女）
- となりの吸血鬼さん（女優、店員）
- ツルネ -風舞高校弓道部-（2018年 - 2019年、女子生徒、係員の生徒）

2019年
- ブギーポップは笑わない（仲代佐和子）
- フルーツバスケット（司書教諭、TVレポーター）
- グランベルム（友達B）
- 女子高生の無駄づかい（男の子）
- とある科学の一方通行（人皮挟美 / 禍斗）
- BEASTARS（2019年 - 2021年、エルス、リス、モモンガ、フラミンゴ、メンドリ 他） - 2シリーズ
- 星合の空（女子生徒）
- 私、能力は平均値でって言ったよね!（モレーナ王女）
- 慎重勇者〜この勇者が俺TUEEEくせに慎重すぎる〜（ヘスティカ、女道具屋）

2020年
- 富豪刑事 Balance:UNLIMITED（レポーター）
- ハクション大魔王2020（案内ロボ、ロボ）
- 恋とプロデューサー〜EVOL×LOVE〜（ハッカー）
- 魔王学院の不適合者 〜史上最強の魔王の始祖、転生して子孫たちの学校へ通う〜（2020年 - 2024年、エレオノール・ビアンカ） - 3シリーズ
- メジャーセカンド（藤井千代）
- 魔法科高校の劣等生 来訪者編（クレア）
- 神様になった日（女子アナウンサー）

2021年
- ホリミヤ（小学生、女子高校生）
- WIXOSS DIVA(A)LIVE（東雲山河 / サンガ）
- 戦闘員、派遣します!（氷結のアスタロト）
- ひげを剃る。そして女子高生を拾う。（アナウンス）
- うらみちお兄さん（司会）
- ビルディバイド（2021年 - 2022年、晩華桜良） - 2シリーズ
- トロピカル〜ジュ!プリキュア（いおり）
- マブラヴ オルタネイティヴ（2021年 - 2022年、神宮司まりも） - 2シリーズ
- 無職転生 〜異世界行ったら本気だす〜（2021年 - 2024年、シェラ） - 2シリーズ

2022年
- 錆喰いビスコ（嬢、アナウンス、嬢C）
- 境界戦機（トライヴェクタ職員）
- ダンジョンに出会いを求めるのは間違っているだろうかIV 新章 迷宮篇（冒険者）
- 機動戦士ガンダム 水星の魔女（2022年 - 2023年、生徒） - 2シリーズ

2023年
- 人間不信の冒険者たちが世界を救うようです（ティアーナ）
- イジらないで、長瀞さん 2nd Attack（メンバーC）
- テクノロイド オーバーマインド（アナウンサー）
- 七つの魔剣が支配する（シャノン＝シャーウッド）
- 帰還者の魔法は特別です（ラドリア・フォン・ドリチェ）
- 豚のレバーは加熱しろ（遺族）

2024年
- 最強タンクの迷宮攻略〜体力9999のレアスキル持ちタンク、勇者パーティーを追放される〜（フィール）
- 月が導く異世界道中 第二幕（ギネビア＝スレーシャ）
- 僕の心のヤバイやつ（バスケ部女子C）
- 神之塔 -Tower of God-（蓮梨花） - 2シリーズ
- 2.5次元の誘惑（喜咲アリア）

2025年
- どうせ、恋してしまうんだ。
- 中禅寺先生物怪講義録 先生が謎を解いてしまうから。（緒形琳）
- 紫雲寺家の子供たち（幼い志苑）
- ネクロノミ子のコズミックホラーショウ（天叢ケイ）
- アークナイツ【焔燼曙明/RISE FROM EMBER】（アンドレイ、ブリッシュシルバー）
- サイレント・ウィッチ 沈黙の魔女の隠しごと（カロライン・シモンズ）

### 劇場アニメ
- リズと青い鳥（2018年、吹奏楽部員）
- 劇場版 響け!ユーフォニアム〜誓いのフィナーレ〜（2019年、吹奏楽部員）

### OVA
- まじもじるるも 完結編（2019年、シルリア） - 原作第3部コミックス第9巻OAD付限定版
- ストライク・ザ・ブラッド IV（2020年、メリロエ）
- OVA アズールレーン Queen's Orders（2023年、バーミンガム）

### Webアニメ
- スプリガン（2022年、笹原香穂[24]）
- 魁!!令和の男塾（2023年、玲子、秀美、愛衣 他）

### ゲーム
2010年代
- 封印勇者!マイン島と空の迷宮（2015年、“光煌の機工士”マリーネ、“必殺必中の裏稼業”コルテ）
- クイズRPG 魔法使いと黒猫のウィズ（2018年、ヒルデ・レイルル）
- アズールレーン（2019年 - 2022年、バーミンガム）
- とある魔術の禁書目録 幻想収束（2019年、禍斗）

2020年
- アクション対魔忍（井河アサギ〈2代目〉）

2021年
- バディミッション BOND
- 少女キャリバー.io（フェイルノート）
- フィギュアストーリー（ビビアン）
- Project MIKHAIL（神宮司まりも）
- グランサガ（フィオナ）

2022年
- ブラウンダスト（パールヴァティー）
- 無期迷途（コージ）

2023年
- 逆転オセロニア（アイシェ）
- 機動戦士ガンダム 鉄血のオルフェンズG（スライス・コーサ）
- 対魔忍GOGO!（井河アサギ）
- マブラヴ：ディメンションズ（神宮司まりも）

2024年
- たねつみの歌（陽子）

2025年
- モンスターストライク（喜咲アリア）

### ドラマCD
- THE IDOLM@STER SideM NEW STAGE EPISODE 11・12（2021年、ドッグカフェ店員、リポーター）

### デジタルコミック
- 姉弟ほど近く遠いものはない（2015年、副会長[40]）

### 特撮
- ビッ友×戦士 キラメキパワーズ!（2021年、はむりぃの声[41]）
- 仮面ライダーギーツ（2023年、ナレーション、JGPナレーション）

### ナレーション
- にっぽんトレッキング100（ナレーション）
- 首都圏情報 ネタドリ！スペシャル「旅でスカッ！夏の関東甲信越へGO！」 - ウェイバックマシン（2018年4月14日アーカイブ分）（ナレーション）
- ABUソングフェスティバルinトルクメニスタン - ウェイバックマシン（2014年12月2日アーカイブ分）（ナレーション）
- 世界　禁断の運び屋（2020年9月24日放送　フジテレビ）（ナレーション）
- 私たち鉄印帳はじめます。（2021年10月 - 、BS11）（ナレーション）
- 映画「ボブという名の猫２」紹介番組（2022年2月放送、テレビ東京）（ナレーション）
- TrainsJapan(BS11、ナレーション)[42][43][44][45]

### ラジオ
※はインターネット配信。
- ビルディバイド -#Radio-（2021年 - 、音泉※[46]）

### その他コンテンツ
- ボイノベ テイルズ オブ ヴェスペリア 断罪者の系譜（2014年、ノレイン・シーフォ）
- 【電撃文庫ボイスドラマ】『三角の距離は限りないゼロ』（2021年、千代田百瀬[47]）

## ディスコグラフィ

### キャラクターソング
| 発売日         | 商品名                                                                                       | 歌                                                                                         | 楽曲                   | 備考                                                                                            |
| -------------- | -------------------------------------------------------------------------------------------- | ------------------------------------------------------------------------------------------ | ---------------------- | ----------------------------------------------------------------------------------------------- |
| 2021年1月27日  | 魔王学院の不適合者 〜史上最強の魔王の始祖、転生して子孫たちの学校へ通う〜 BD・DVD第5巻特典CD | エレオノール（渡部紗弓）                                                                   | 「ANNUNCIATION」       | テレビアニメ『魔王学院の不適合者 〜史上最強の魔王の始祖、転生して子孫たちの学校へ通う〜』関連曲 |
| 2021年6月26日  | WIXOSS DIVA(A)LIVE BD第1巻特典CD                                                             | DIAGRAM                                                                                    | 「salvage the future」 | テレビアニメ『WIXOSS DIVA(A)LIVE』エンディングテーマ                                            |
| 2024年12月18日 | Release Sigh                                                                                 | 天乃リリサ（前田佳織里）、橘美花莉（鬼頭明里）、ノノア（鈴代紗弓）、喜咲アリア（渡部紗弓） | 「Release Sigh」       | テレビアニメ『2.5次元の誘惑』エンディングテーマ                                                 |
| 2025年8月15日  | 一番星                                                                                       | 喜咲アリア（渡部紗弓）                                                                     | 「一番星」             | ゲーム『2.5次元の誘惑 天使たちのステージ』関連曲                                                |